# Церква Успіння Пресвятої Богородиці (Медведівці, УГКЦ)
Церква Успіння Пресвятої Богородиці в Медведівцях — парафія і храм греко-католицької громади Бучацького деканату Бучацької єпархії Української греко-католицької церкви в селі Медведівці Чортківського району Тернопільської области.

## Історія церкви
У центрі села є церква Успіння Пресвятої Діви Марії, яку збудували греко-католики у 1827 році. Її відновили у 1989—1990 роках, і сьогодні нею користується громада ПЦУ. З 1991 року греко-католицька громада неодноразово просила про почергові богослужіння, але отримувала відмову.
Наразі греко-католики проводять богослужіння в каплиці Святого Миколая, розташованій на старому цвинтарі. Ця каплиця, збудована ще у 1725 році, має історичну цінність, але не є пам'яткою архітектури. Під час Другої світової війни її частково зруйнували, а відновили лише у 1995 році. За спогадами старожилів, після Першої світової війни її освятив митрополит Андрей Шептицький.
У 1995 році каплицю розписали львівські художники: Петро Боднарський, Іван Сидор та Ярослав Кмецан. Храм, престол і кивот освятив єпископ Михаїл Сабрига 28 липня 1996 року.
При парафії діє спільнота «Матері в молитві». На території також встановлені фігури Матері Божої та хрести парафіяльного значення.

## Парохи
- о. Василій Корживський (1866—1906),
- о. Йоан Романовський (1912—1920),
- о. Йоан Ульванський (1920—1930),
- о. Іван Гороцький (1930—1944),
- о. Ярослав Богатюк,
- владика Павло Василик,
- о. Іван Майкович, ЧСВВ,
- о. Василь Чверенчук,
- о. Йосип Мороз (липень 1994—жовтень 1994),
- о. Ярослав Гель (жовтень 1994—червень 2005),
- о. Іван Гнилиця (з червня 2005).